# Northumberland-Nationalpark
Der Northumberland-Nationalpark ist der nördlichste Nationalpark Englands. Direkt an der schottischen Grenze gelegen, befindet er sich ganz in der Grafschaft Northumberland. Der 1030 km² große Nationalpark wurde 1956 gegründet. Er ist geprägt durch viele alte Festungen und durch die hügelige bei Bergwanderern beliebte Landschaft. Im Süden verläuft der Hadrianswall. 
Mit etwa einer Million Besuchertagen pro Jahr zählt der Northumberland National Park zu den am wenigsten besichtigten . Innerhalb des Parkgebietes leben etwa 3000 Menschen.

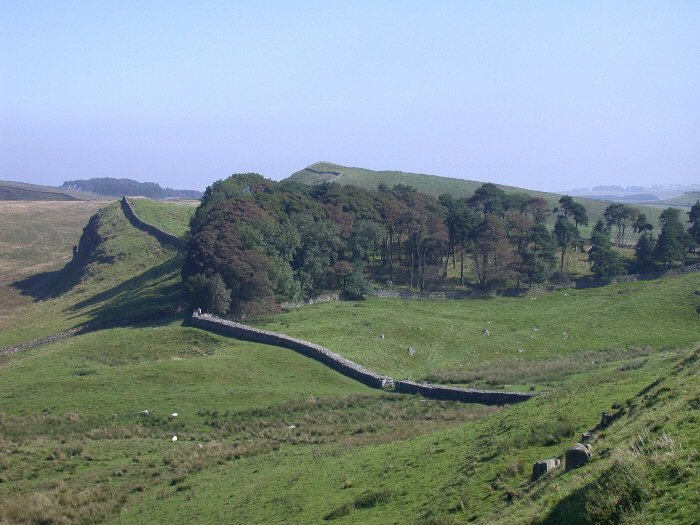
Der Hadrianswall im Northumberland-Nationalpark